# Rudolf Koch (Mediziner)
Rudolf Koch (* 2. April 1909 in Berlin-Wilmersdorf; † 2. Juni 1963 in Coburg) war ein deutscher Rechtsmediziner.

## Leben
Rudolf Koch war Sohn des Krebsforschers Josef Koch. Er studierte Medizin in Berlin, Würzburg und Wien. Danach war er an verschiedenen Kliniken in Berlin tätig und spezialisierte sich in Berlin  bei Victor Müller-Heß und in Münster bei Heinrich Többen auf das Gebiet der gerichtlichen Medizin. In der Weimarer Republik war er Mitglied der Zentrumspartei. In der Zeit des Nationalsozialismus war Koch Mitglied in der Nationalsozialistischen Volkswohlfahrt (NSV), im Nationalsozialistischen Fliegerkorps und im Nationalsozialistischen Deutschen Ärztebund.
1936 wurde er an der Universität Münster mit der Arbeit Meningeale Cysten, ihre Form und Entstehung promoviert. Im Jahr 1940 wurde er in Münster mit der Arbeit Über Sittlichkeitsverbrecher habilitiert und 1942 dort zum Dozenten ernannt. Der Kriegsdienst, zeitweise als Kriegspathologe, schloss sich von 1943 bis 1945 an. Bis Ende 1945 war er in amerikanischer Gefangenschaft.
Danach vertrat Koch zunächst in Münster den Lehrstuhl seines erkrankten früheren Lehrers Heinrich Többen, bevor er 1947 einen Ruf auf den Lehrstuhl für gerichtliche Medizin an der Universität Halle erhielt, zunächst als außerordentlicher Professor, seit 1950 war er dort ordentlicher Professor. Das dortige Institut leitete er bis zum Dezember 1958, als er in die Bundesrepublik Deutschland übersiedelte, wo er seit April 1959 bis zu seinem Tode Landgerichtsarzt und Oberregierungsmedizinalrat in Coburg war.